# Санкт-Петербург-Головний
Санкт-Петербург-Головний (рос. Санкт-Петербург-Главный) — залізнична станція Жовтневої залізниці Російських залізниць у Санкт-Петербурзі, Росія.

## Історія
Будівля зведена в 1847–1851 роках за проєктом архітектора К. А. Тона, за участю Р. А. Желязевича, є «близнюком» побудованого ним же Ленінградського вокзалу у Москві.
Першим начальником вокзалу став Микола Миклуха. Його квартира знаходилася в самому приміщенні вокзалу, крім того, тут розташовувалися контори службовців Московського вокзалу, управління залізниці, житлові квартири службовців, імператорські приміщення.
У 1868 році, через значне збільшення пасажиропотоку, була розпочата реконструкція Миколаївського вокзалу — добудований двоповерховий флігель для прийому багажу, праве крило будівлі з'єднали з царськими покоями.
У 1898 році з боку Ліговського проспекту побудована цегляна будівля відділення Миколаївської залізниці.

Історичні світлини
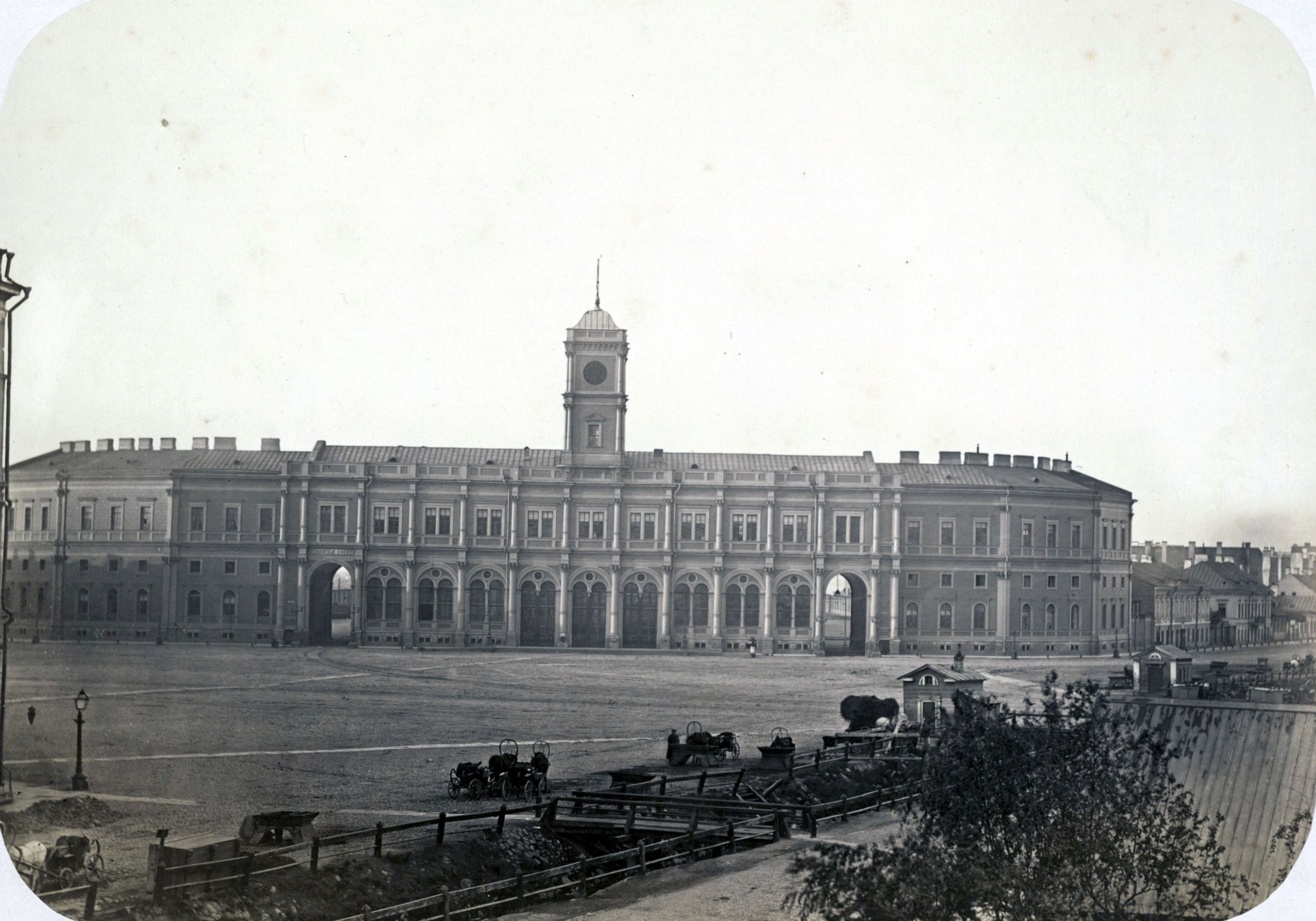
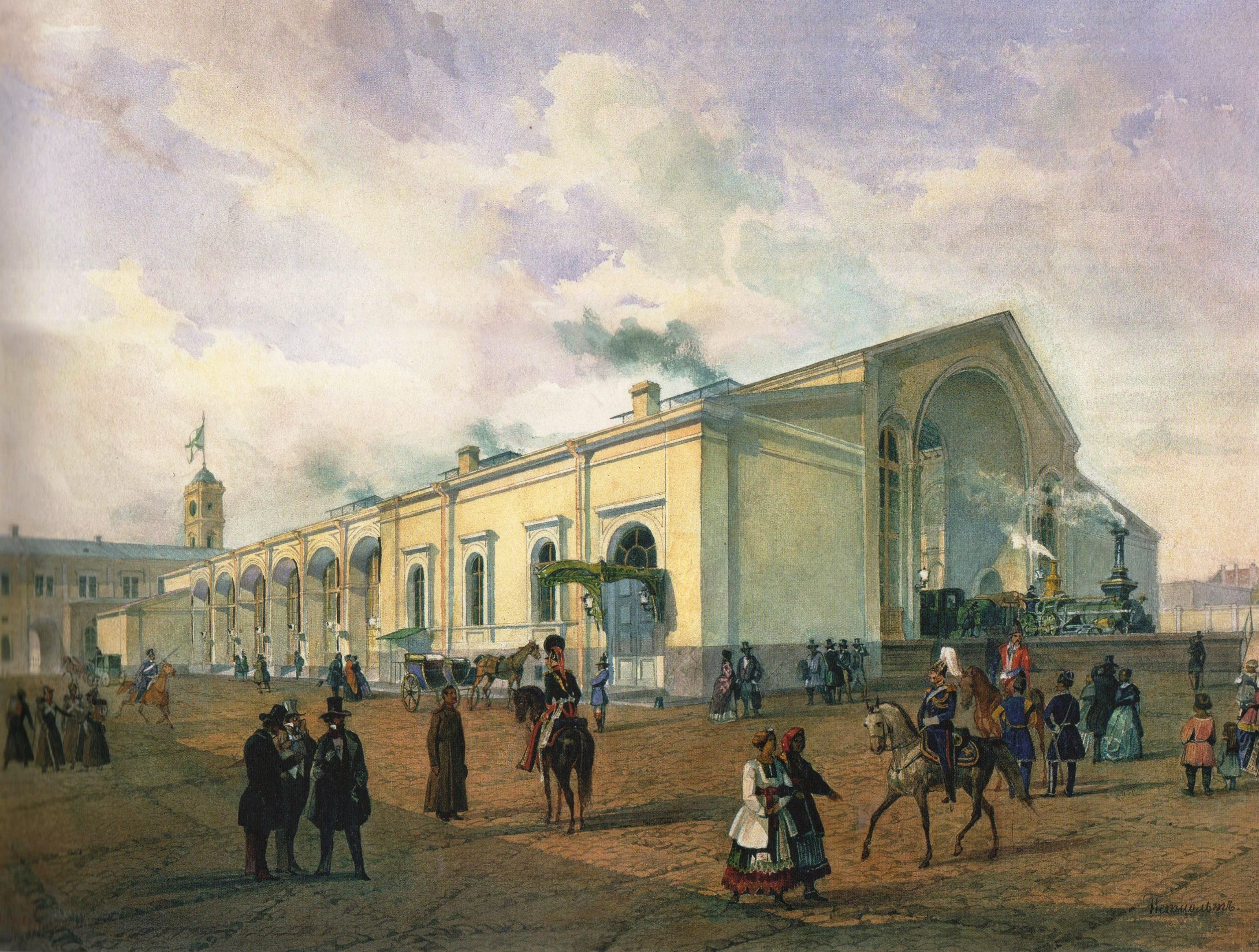
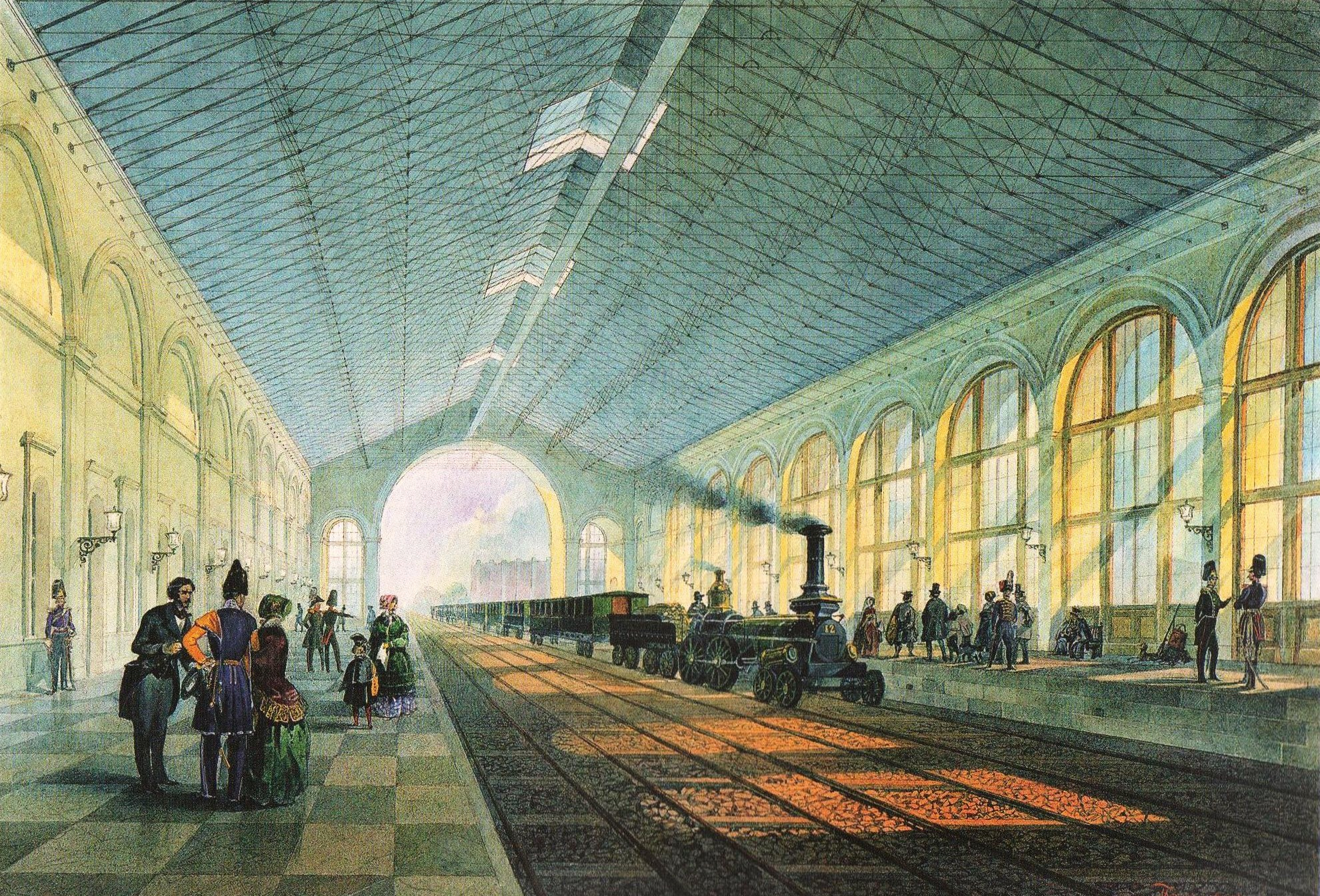
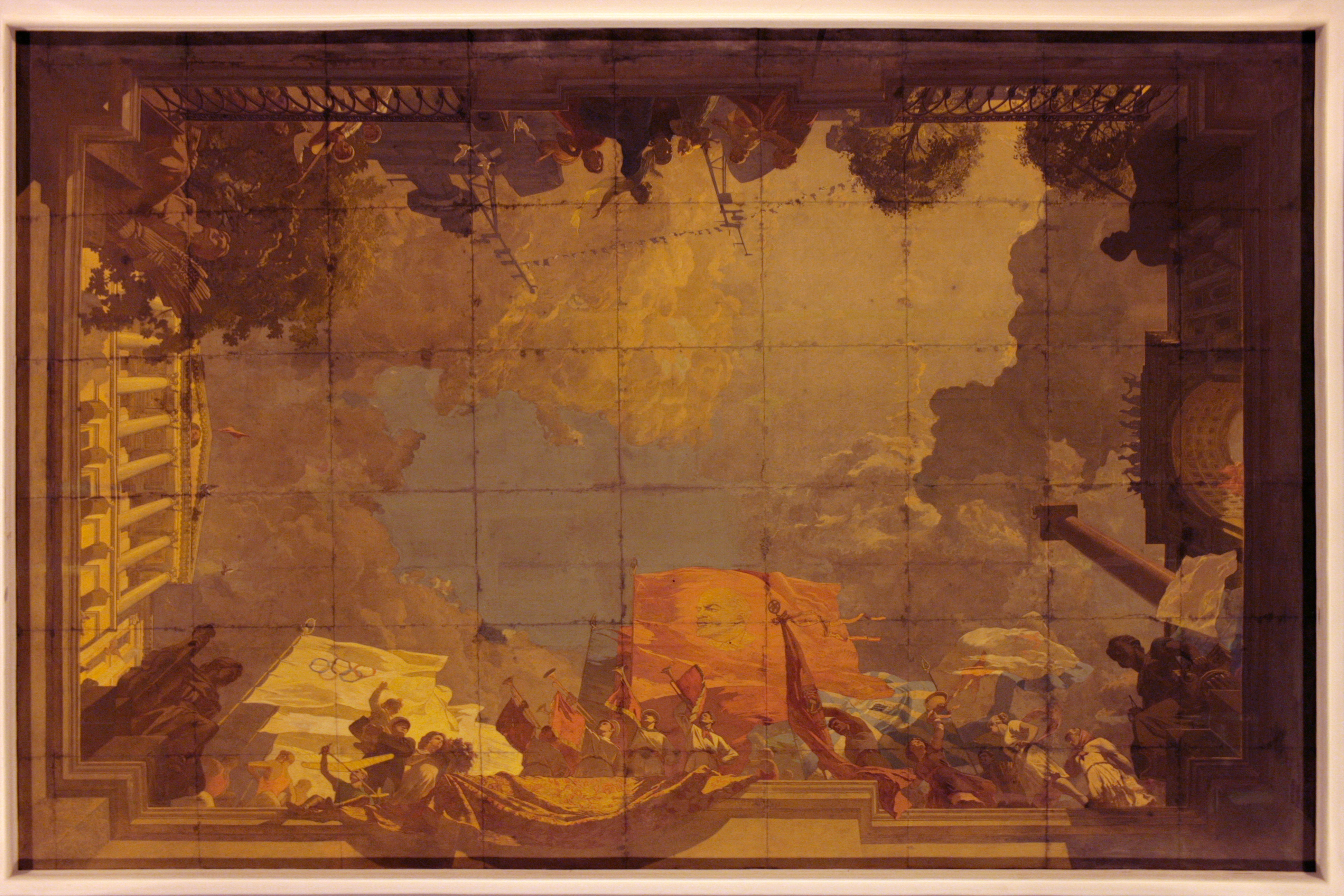

У 1912 році оголошено конкурс на проєкт нової будівлі Миколаївського вокзалу. З'являлися нові технічні пристрої, що вимагали нових приміщень, стара будівля не могла їх забезпечити. Серед тих, хто брав участь у конкурсі були В. А. Щуко, В. А. Фомін, Ф. В. Лідваль. Складність рішення полягала в тому, що новий вокзал можна було розширити тільки в бік колій, Знам'янська площа до того часу вже була сформована. Схвалення отримав проєкт С. А. Щуко. Було розпочато будівництво корпусу прибуття, що мав стати лівим крилом нової будівлі. З початком Першої світової війни будівництво було припинено, стара будівля уникнула знесення.
У 1923 році, з перейменуванням Миколаївської залізниці на Жовтневу, таку саму назву отримав і вокзал, проте вже у 1930 році вокзал отримав назву Московський.
10 червня 1931 року від Московського вокзалу вирушив перший фірмовий поїзд «Червона стріла». У 1962 році, одночасно з електрифікацією руху, в будівлі вокзалу були зроблені підземні переходи з виходом у місто і на станцію  «Площа Повстання».
Наприкінці 1950-х років за проєктом архітектора В. І. Кузнєцова будівлю Московського вокзалу реконструювали і розширили. До її правого крила з боку Лігівського проспекту прибудували новий флігель з другим вестибюлем станції  «Площа Повстання».
3 листопада 1967 року відкрита станція Невсько-Василеострівської лінії  «Маяковська», яка є пересадковим вузлом зі станцією «Площа Повстання». У 1967 році був відкритий новий світловий зал (за проєктом В. І. Кузнєцова), що збільшило площу вокзалу на 2700 м². Всередині залу встановили пам'ятник Леніну роботи скульптора Л. А. Меса. У 1976 році майданчик між перонами та світловим залом перекрили алюмінієвим навісом.

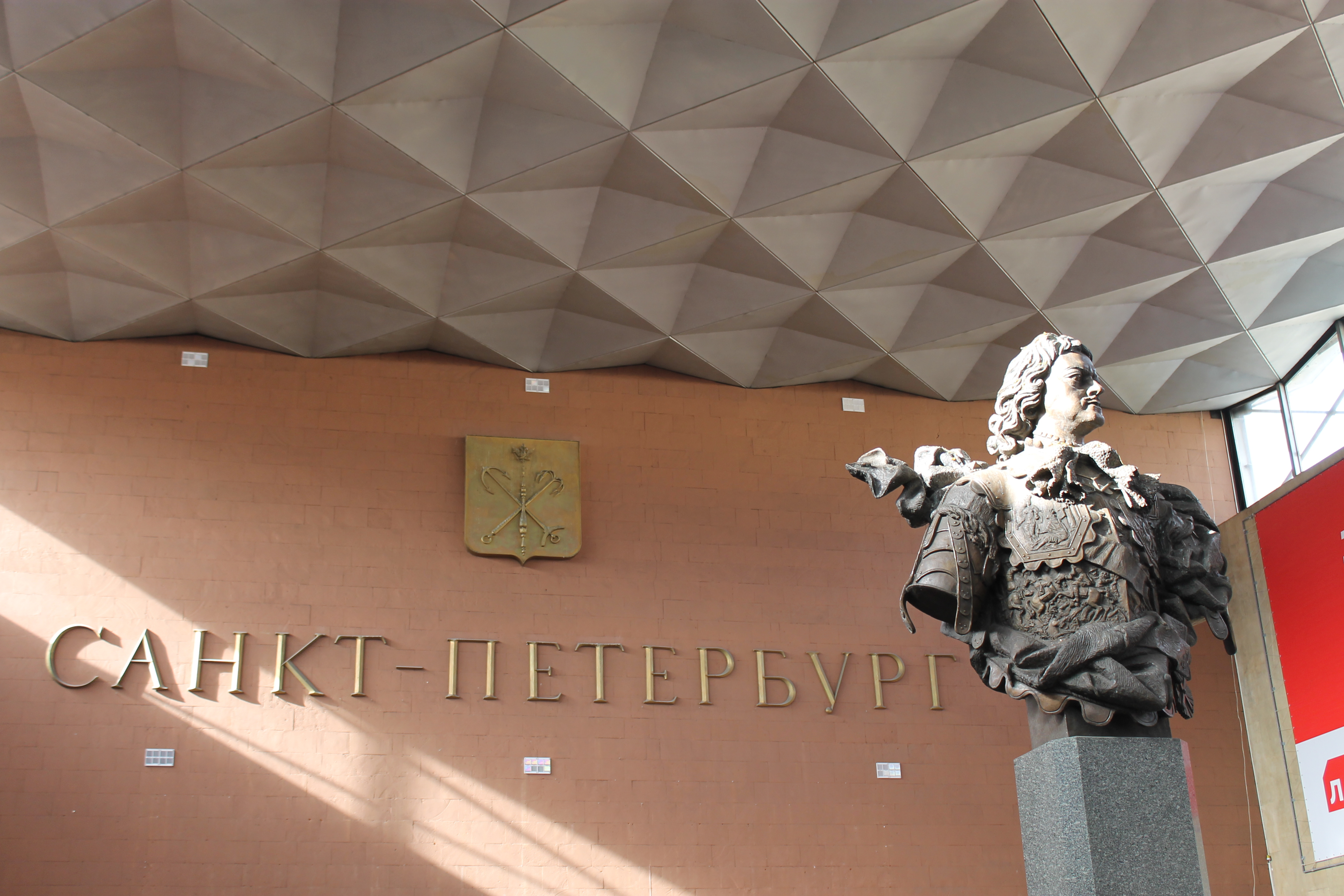
Бюст Петра I

У 1993 році бюст Леніна в залі прибуття замінено на бюст Петра I роботи А. С. Чаркіна та С. С. Оленева.
На початку 2000-х років вокзал був відреставрований і оснащений автоматизованою системою контролю оплати проїзду пасажирами приміських поїздів.

## Галерея

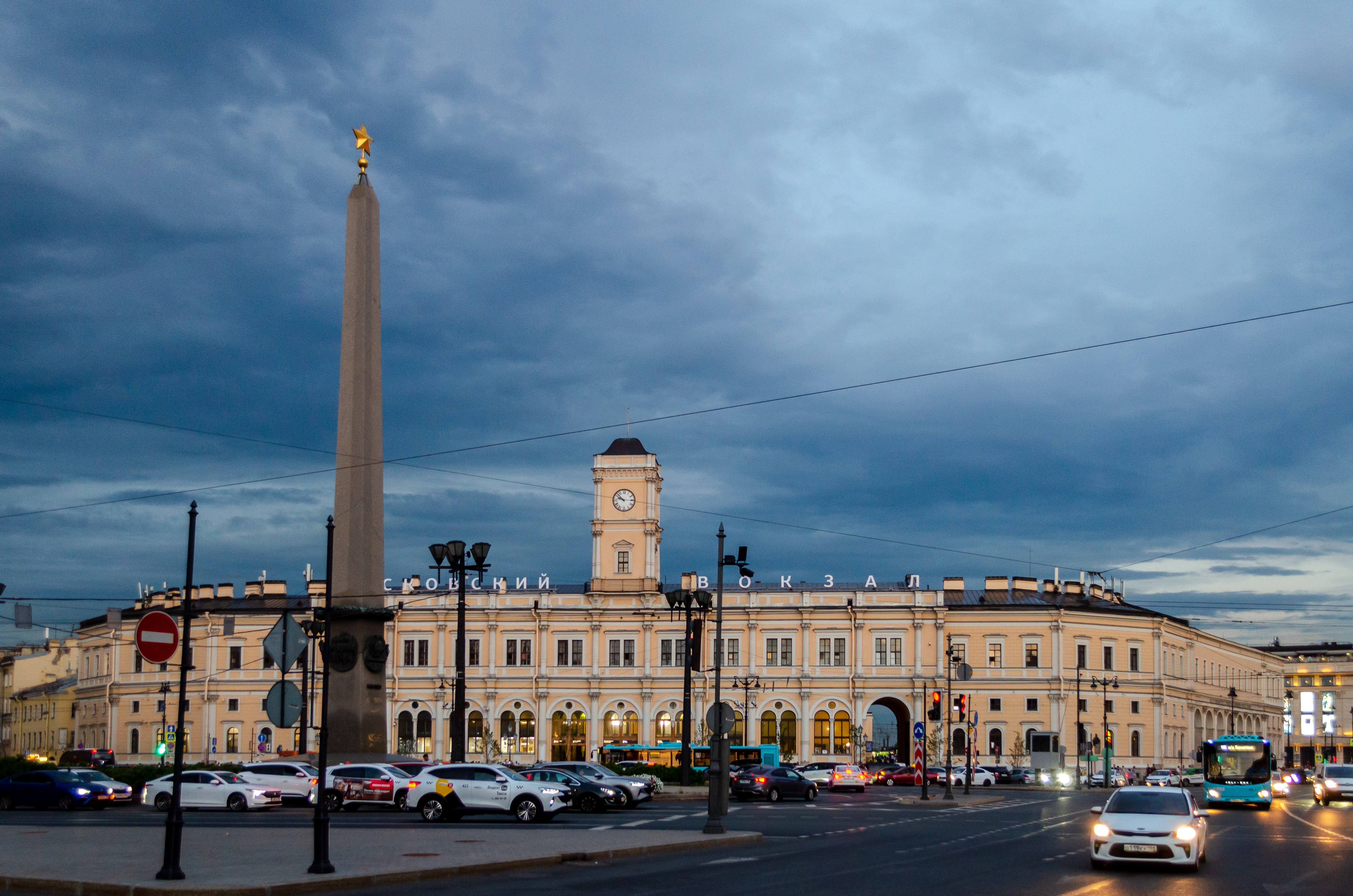
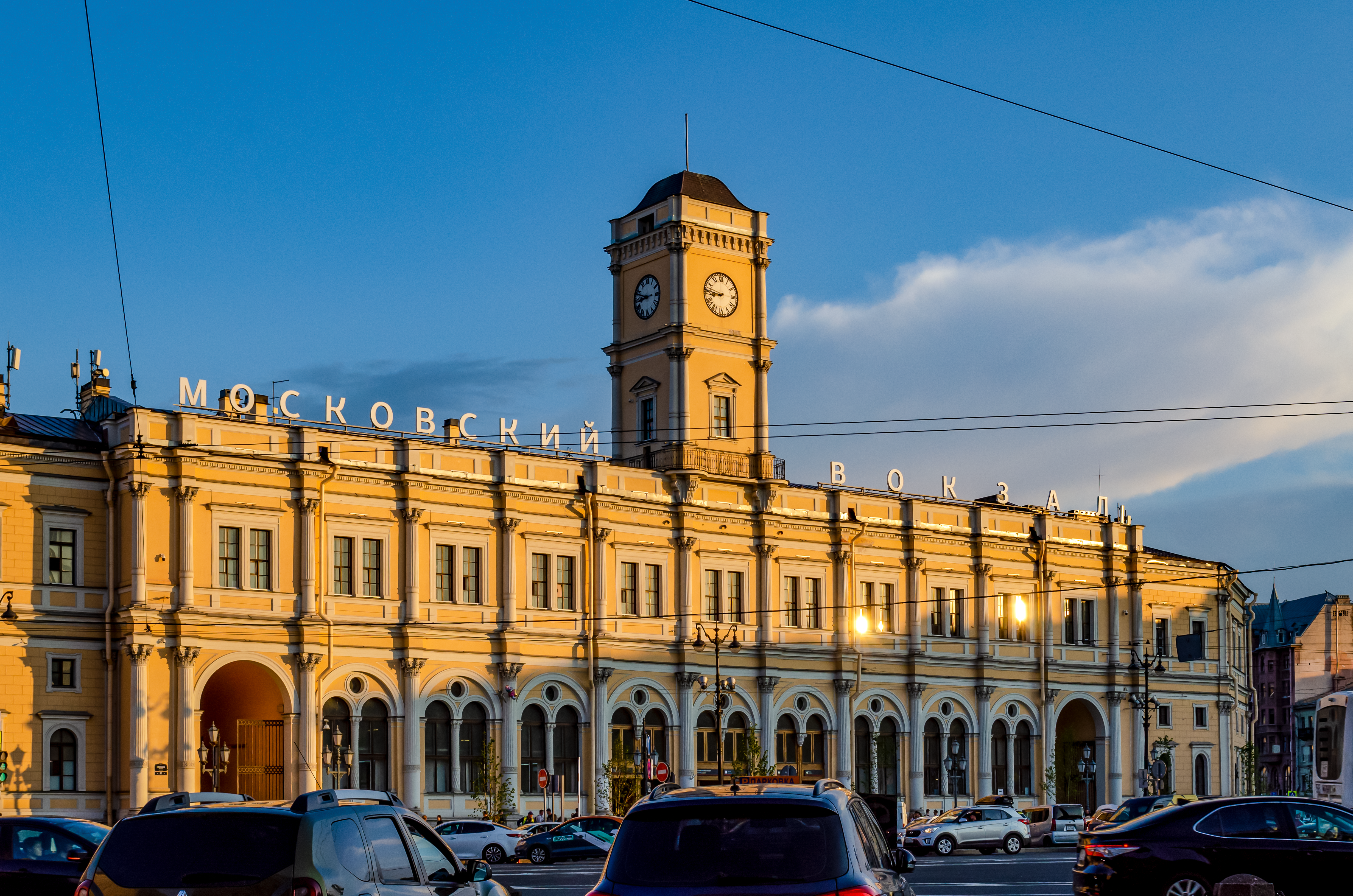
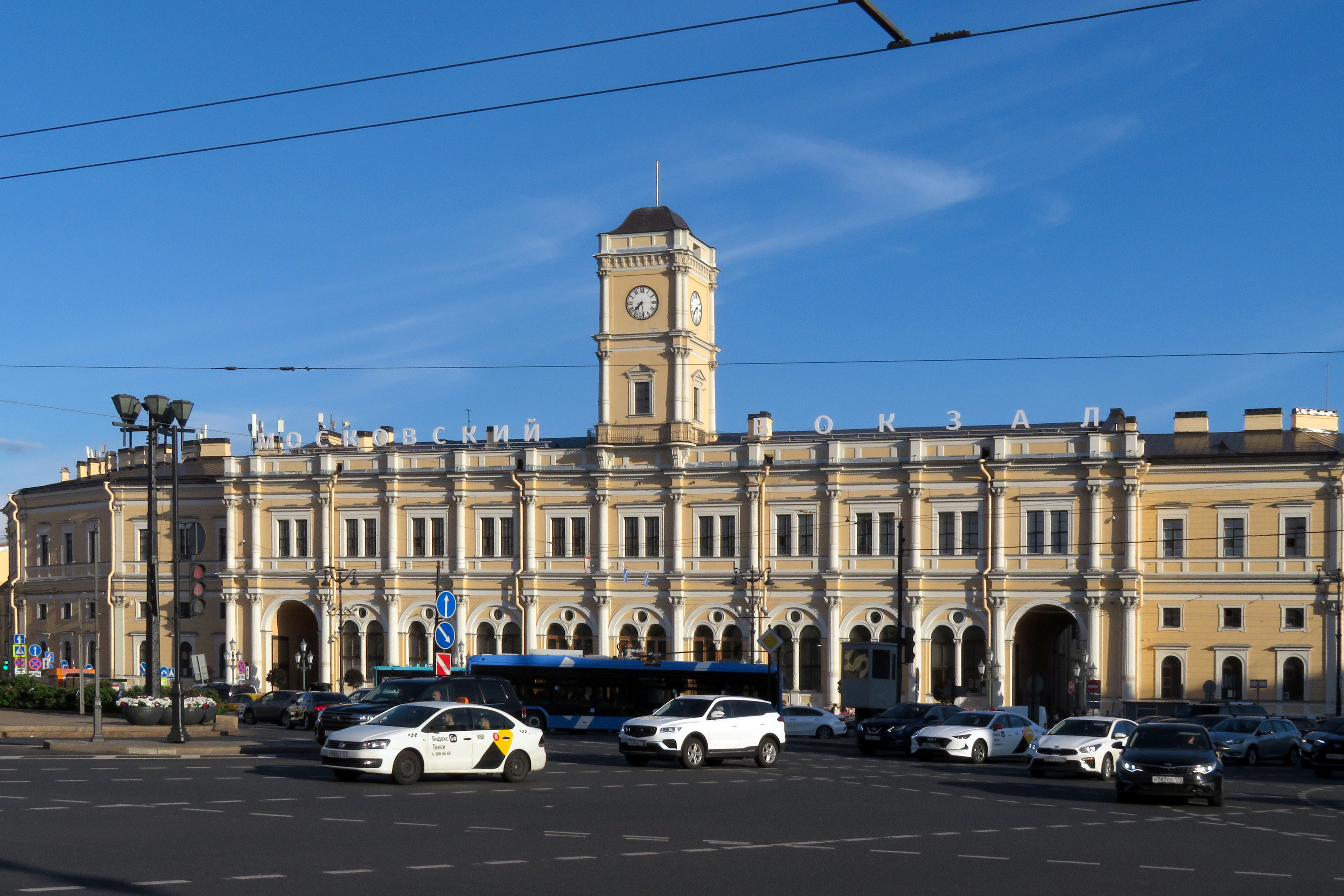
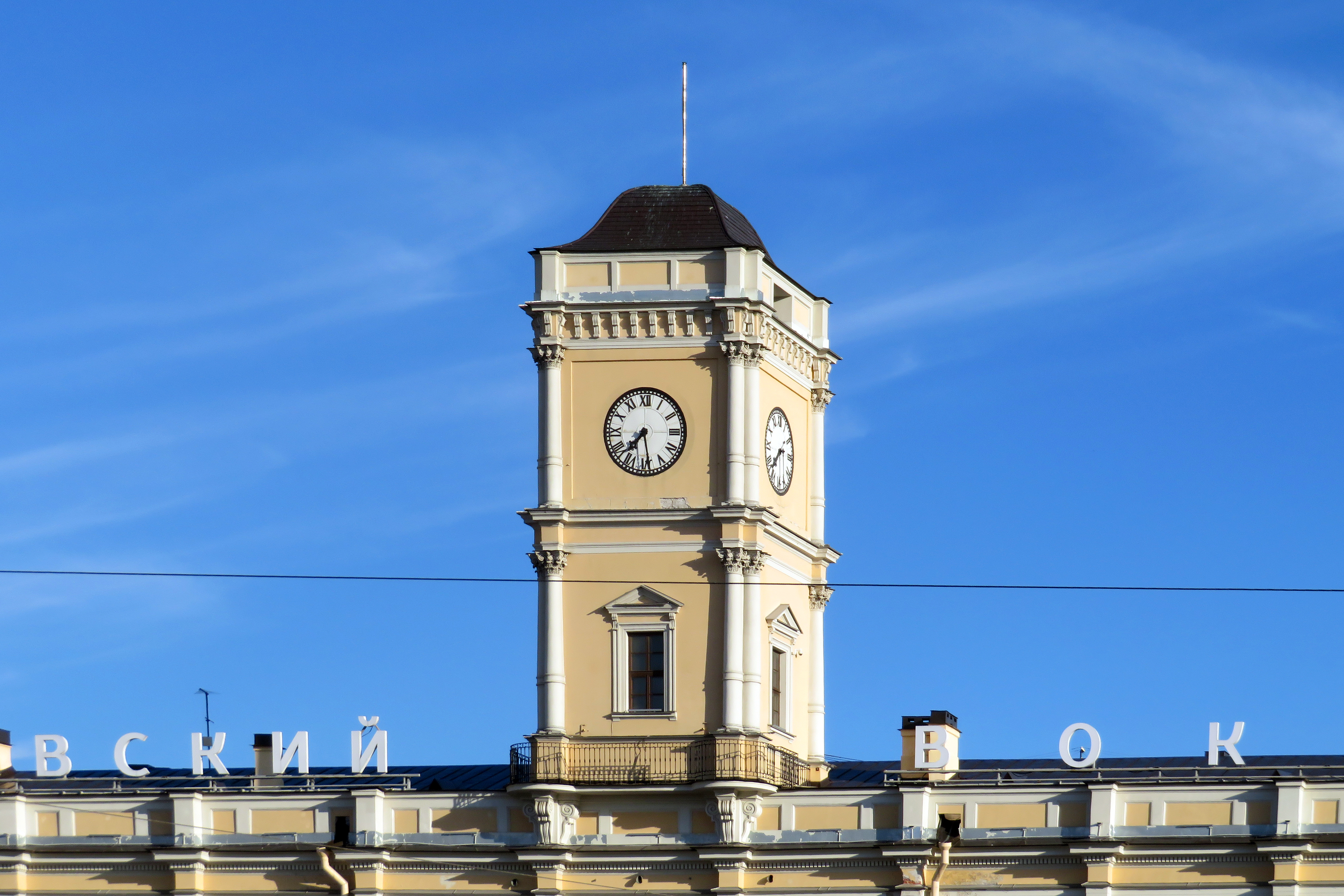
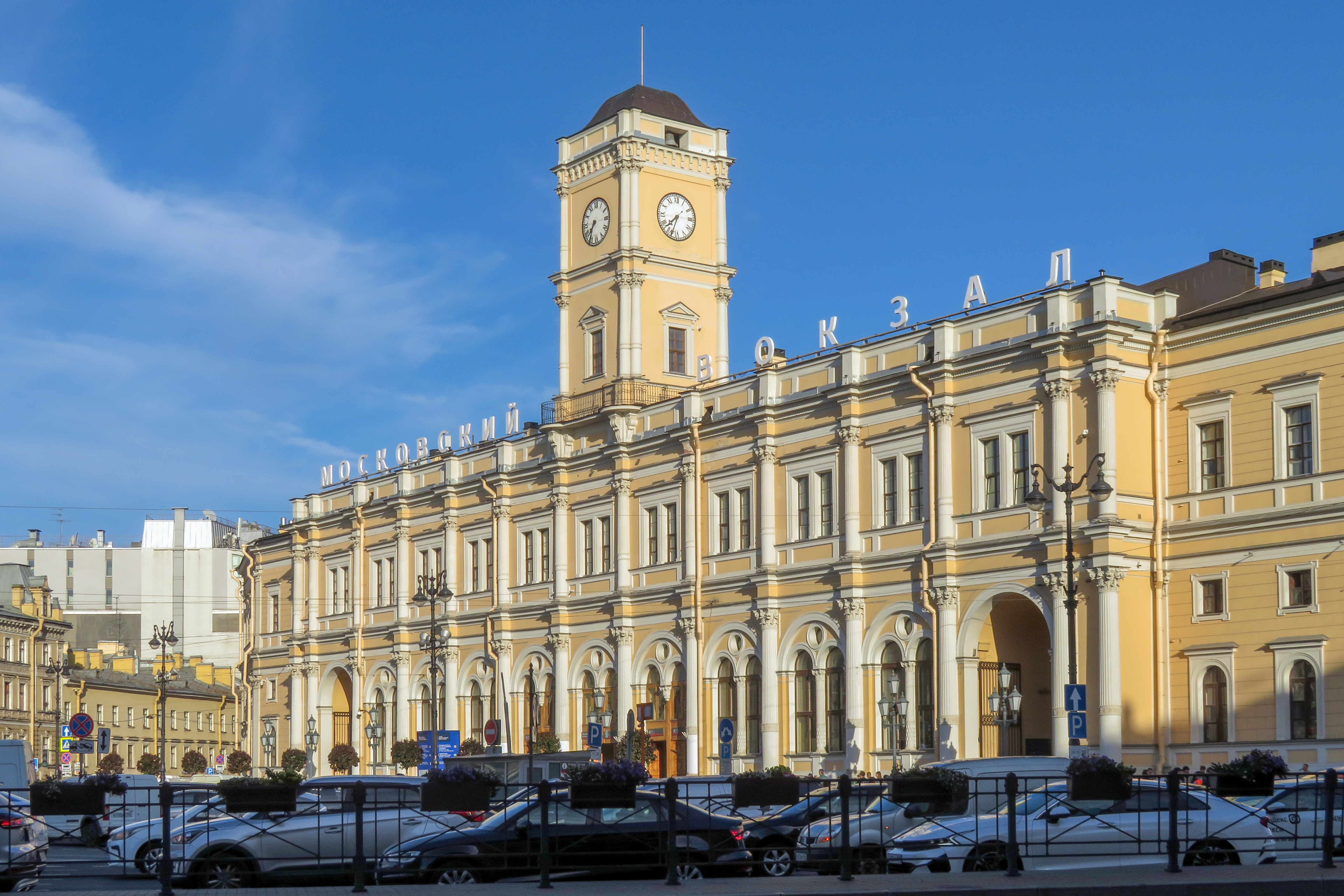
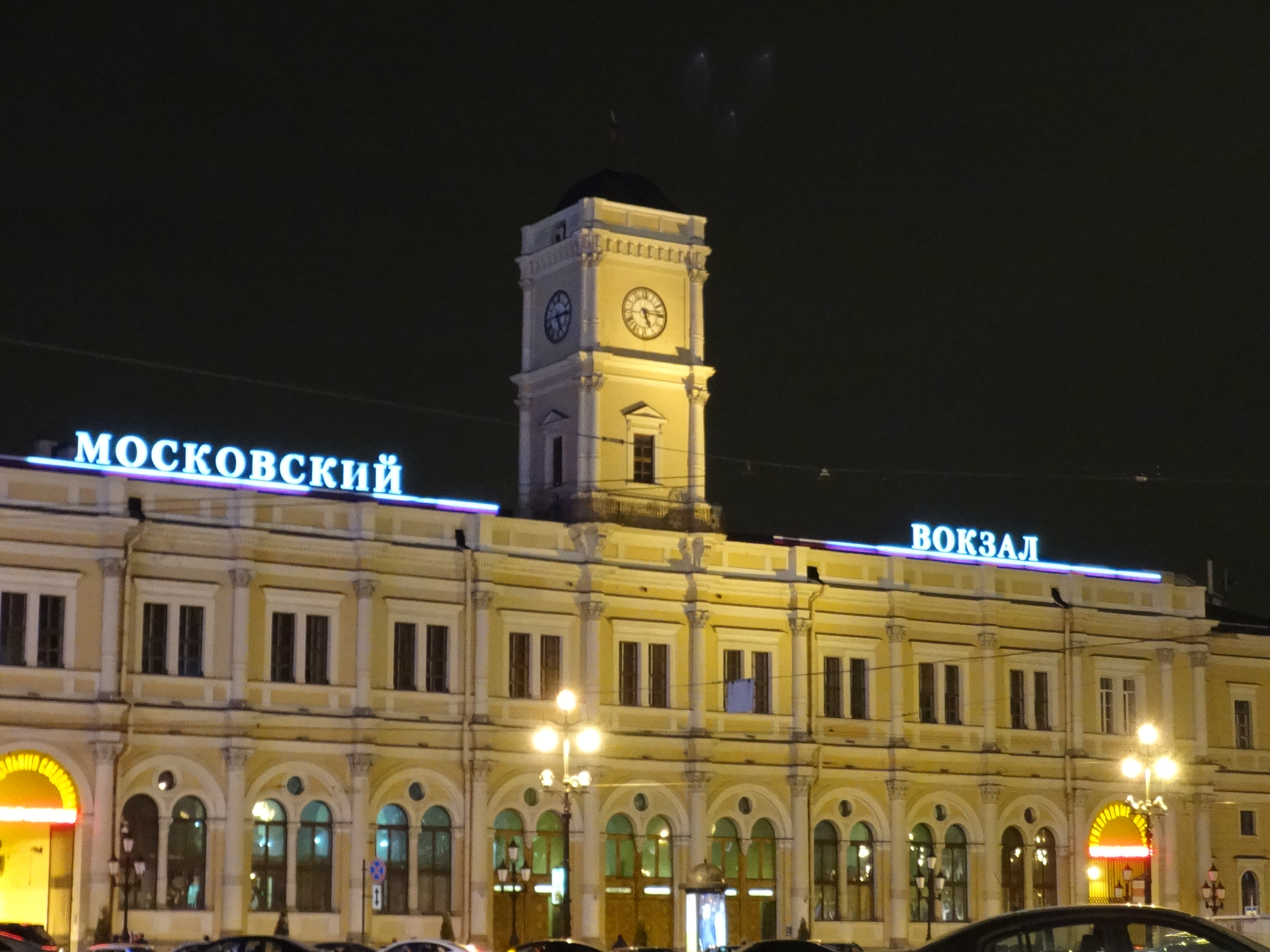